# Присадец
Присадец е село в Южна България. То се намира в община Тополовград, област Хасково. До 1934 година името на селото е Армутлар (като Крушево).